# Alphawezen
Alphawezen è un duo tedesco, composto dal musicista e compositore Ernst Wawra, originario della città di Aquisgrana e dalla cantante Asu Yalcindag.

## Storia
In principio, il progetto Alphawezen si collocava nel contesto della musica elettronica e sin dal primo album, L'Après-Midi d'un Microphone, pubblicato da Mole Listening Pearls nel 2001, si è sviluppato in una sorta di atmosfera Elettropop di ambientazione melodico-malinconica.
Dall'uscita del primo album e del singolo Gai Soleil, Asu Yalcindag è stata parte integrante del progetto, scrivendo la maggior parte dei testi per la band.
Nel settembre 2004, il secondo album degli Alphawezen, En Passant, è stato pubblicato da Holophon. Nel film del 2003 Nathalie di Anne Fontaine, con Emmanuelle Béart e Gérard Depardieu, si può ascoltare la canzone Gai Soleil. Nell'ottobre 2007, il terzo album Comme Vous Voulez è stato pubblicato da Mole Listening Pearls.
Nel febbraio 2016, dopo una lunga pausa, è uscito il singolo My Funny Valentine con la collaborazione di due musicisti: il soprano Soetkin Elbers e il fisarmonicista Manfred Leuchter.

## Discografia

### Album in studio
- 2023 – Source
- 2007 – Comme Vous Voulez (rititolato Freeze in Francia)
- 2004 – En Passant
- 2001 – L'après-midi d'un Microphone

### Compilation
- 2009 – Snow/Glow

### Singoli / Mix
- 2023 – Run
- 2023 – Milk
- 2016 – My Funny Valentine
- 2011 – Smile
- 2009 – Gun Song / Days Remixes
- 2008 – I Like You
- 2008 – Gun Song
- 2004 – Speed of Light
- 2004 – Welcome to Machinarchy
- 2004 – The Bruxelles EP
- 2001 – Into the Stars
- 2000 – Gai Soleil

## Videografia
- 2023 – Run
- 2023 – Milk
- 2023 – Freeze
- 2008 – Days
- 2007 – Speed of Light
- 2002 – Electricity Drive
- 2001 – Into the Stars
- 2000 – Frost
- 1999 – Gai Soleil